# Bohdašínské souvrství

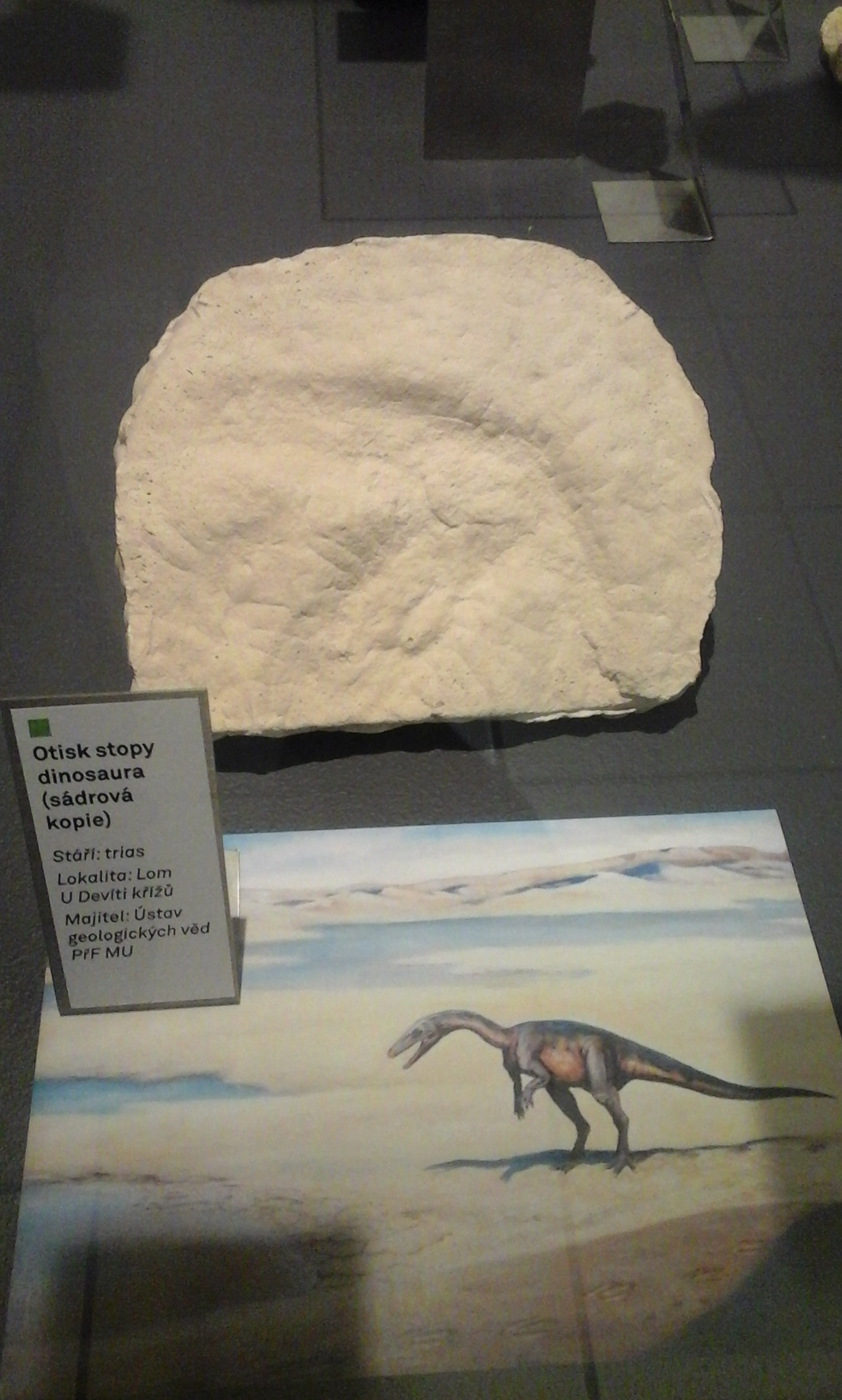
Replika fosilní stopy ichnorodu Eubrontes z bohdašínského souvrství.

Bohdašínské souvrství je geologické souvrství, v němž byly mj. objeveny také dvě ichnofosilie (otisky stop) dinosauromorfů nebo vývojově primitivních dinosaurů pravděpodobně z období pozdního triasu (stáří asi 220 až 200 milionů let). Tyto stopy byly přisouzeny ichnorodům Eubrontes a Anomoepus, resp. Objeveny byly v polovině 90. let 20. století (první) a v roce 2010 (druhá). Patřily menším tvorům o délce 2 až 3 metry a hmotnosti několika desítek kilogramů.

## Popis
Toto souvrství je tvořeno převážně psamity, které jsou řazeny do triasového útvaru. Mocnost souvrství kolísá od 30 až do 120 metrů. Typickým horninovým typem jsou zde arkózové pískovce. Nejznámější lokalitou je pískovcový lom U Devíti Křížů (lidově Krákorka) u Červeného Kostelce, kde je pískovec lámán pro dekorační účely.